# Anna Kassian
Anna Kassian (armeni: Աննա Կասյան)  (Tbilisi, 7 d'octubre de 1981) és una cantant d'òpera (soprano) armènia d'origen georgià que viu a França. Kassian és un dels joves artistes que es veu amb grans expectatives en el seu camp.

## Joventut i estudis
Kassian va començar la seva formació musical primerenca estudiant piano i violí a l'Escola Central de Música per a nens superdotats de Tbilisi, Geòrgia. Des de petita, va participar en moltes actuacions com a solista. Als nou anys va debutar amb una orquestra. El 1999, Kassian va entrar al Conservatori Estatal de Tbilisi a classe de violí. En aquest moment es va interessar pel cant i el 2001 va continuar estudiant cant al mateix Conservatori de la professora Svetlana Egorova.
Després de completar la seva formació musical, Kassian va continuar els seus estudis a França. Des del 2003, va seguir classes de cant a l'Escola Normal de Música de París, on es va graduar el 2008 amb el Diploma de Concertista Superior amb l'aprovació unànime. Simultàniament als seus estudis, Kassian també va entrar al "cycle du perfectionnement" (especialització) al Conservatori de París entre 2004 i 2006. Kasyan va participar en classes magistrals dirigides per Tom Krause, Raina Kabaivanska, Viorica Cortez, Janine Reiss i música barroca amb Nicolau de Figueiredo. i Jory Vinikour.

## Premis i nominacions
Kassian ha guanyat de nombrosos concursos internacionals, inclòs el 1r Concurs Internacional Renata Tebaldi a San Marino (organitzat per la Fundació Renata Tebaldi el 2005, segon premi); un primer premi al Festival de tardor musical de cant, Adams, un 1r Premi al Concurs de Cant a Pretòria. Va ser la guanyadora del premi de la Fundació Meyer durant els anys 2004-2005.
Kassian va ser seleccionada per Adami (Societat per a l'Administració de Drets d'Artistes, Músics i Intèrprets) per a Revelations Classics 2006. Al maig de 2008, va participar al Concurs Internacional de Música Queen Elisabeth a Bèlgica. Va fer una actuació excepcional i la competició va anar bé per a Kassian: 24 candidats van ser seleccionats dels 72 elegibles per competir. Kassian va participar en les semifinals el 13 de maig de 2008. Al final de les semifinals, va ser una de les dotze finalistes i es va convertir en la guanyadora del 4t premi en aquesta prestigiosa competició que se celebra cada quatre anys.
El 12 de juny de 2009, Anna Kassian va guanyar el Gran Premi del 3r Concurs Internacional de Cant al 71è Festival de Música d'Estrasburg sota la presidència de Barbara Hendricks. El 2010, Anna Kassian va ser nominada al premi Victoires de la Musique Classique. El 2012, Anna Kassian va ser seleccionada per Ararat entre els 50 armenis més influents actuals, entre altres noms destacats com Charles Aznavour, Serj Tankian, Ruben Vardanian i altres.

## Actuacions
Com a intèrpret actiu, Kassian ha cantat en prestigioses sales com el Carnegie Hall, l'Opéra de Genève, Sant Petersburg, la Salle Cortot de París, la UNESCO, la Cité de la Musique, dona concerts a San Marino i a Itàlia. Al desembre del 2005, va fer la notable interpretació del Rèquiem de Mozart a l'església de St. Eustache de París. El 2006 va cantar Rachmaninoff-Scarlatti-Haendel a París. També va interpretar obres del compositor armeni Garbis Aprikian abans del seu concert de Mozart a Tolosa. El seu talent va tornar a ser recompensat el mateix any 2006, quan va rebre: el 3r premi en la categoria d'òpera, el premi Mozart i el premi a la millor cantant d'òpera al concurs internacional de música ARD de Múnic i 1r premi a la cançó a la internacional de Pamplona.
El 2007 va actuar a Basilea, on va interpretar cançons d'àries d'òpera francesa i Schubert. L'artista també va oferir una sèrie de concerts de Mozart a Varsòvia, Zuric, Osnabrück, Pamplona i Tolosa de Llenguadoc i va aparèixer al recital del Festival de Música Sacra de Niça i a l'Òpera de Toló (Jano a Jenufa). Entre els seus papers destacats recentment hi ha Zerlina a Don Giovanni' de Mozart, Despina a Così fan tutte de Mozart, Rosina a El barber de Sevilla de Rossini i Norina a Don Pasquale de Donizetti.
El setembre de 2019, amb el baríton Mourad Amirkhanian, va ser la cap del concert organitzat en homenatge a Komitàs a l'església de la Madeleine de París.